# Az Heras y Soto grófok palotája
Az Heras y Soto grófok palotája (a név kiejtése körülbelül: erasz i szoto) Mexikóváros történelmi belvárosának egyik barokk stílusú műemléke.

## Története
A palota az 1760-as években épült, akkor, amikor a társadalom felsőbb rétegeihez tartozó gazdag emberek sorra építették barokk palotáikat Mexikóvárosban. Ennek az épületnek a felépítését Adrián Ximénez de Almendral, sevillai kapitány és ismert ezüstműves rendelte el 1760-ban. 1769-ben a palotához tartozó kápolnában kötött házasságot az építtető lánya, María Manuela Ximénez de Almendral az inkvizíció intézményének titkárával. 1833-ban José Miguel Septién vásárolta meg, a szomszédos kis ház pedig, amely a Manrique (ma Donceles) utca 5. alatt állt, Antonio Alonso Terán ezredesé lett. 1852-ben az a Tomás López Pimentel vette meg, aki Mariana de la Heras Soto házastársa volt, így került a palota az 1781-ben Mexikóba érkezett Heras y Soto grófi családhoz. Később itt élt Filomena Tranquilina Pimentel y Heras Soto és férje, a neves történész, Joaquín García Icazbalceta is. 1933-ban üzletté alakították, de később az állaga annyira relomlott, hogy 1972-ben a fővárosi önkormányzat megvásárolta, hogy felújítsa. Egyik részében a Fővárosi Levéltárat rendezték be, a másikban pedig a Fideicomiso Centro Histórico irodáit. 2007 óta ehelyett a Fővárosi Tudományos és Technológiai Intézet működik itt. Az 1957-es földrengés során a Függetlenség-emlékműről letörött és leesett szoborfejet ma ebben a palotában állították ki.

## Leírás
A palota Mexikó fővárosának történelmi belvásorában, Cuauhtémoc kerületben áll a República de Chile és a Donceles (régebben: Manrique) utcák sarkán. Valójában az egyesített utcai homlokzat mögött két különálló ház található: az egyik a Chile utca 8., a másik a 6. szám alatt áll. A két rész mind építészeti stílusában, mind belső elrendezésében igen hasonlít egymáshoz. A palota legjellegzetesebb elemei az utcasarkon és a főkapu mellett található kőfaragásos díszek: ezek burjánzó növényzetet és angyalokat ábrázolnak, a sarki dísz fő eleme pedig egy oroszlánfej fölött álló gyermekszobor, amely egy gyümölcsöskosarat tart éppen a fején.

## Képek

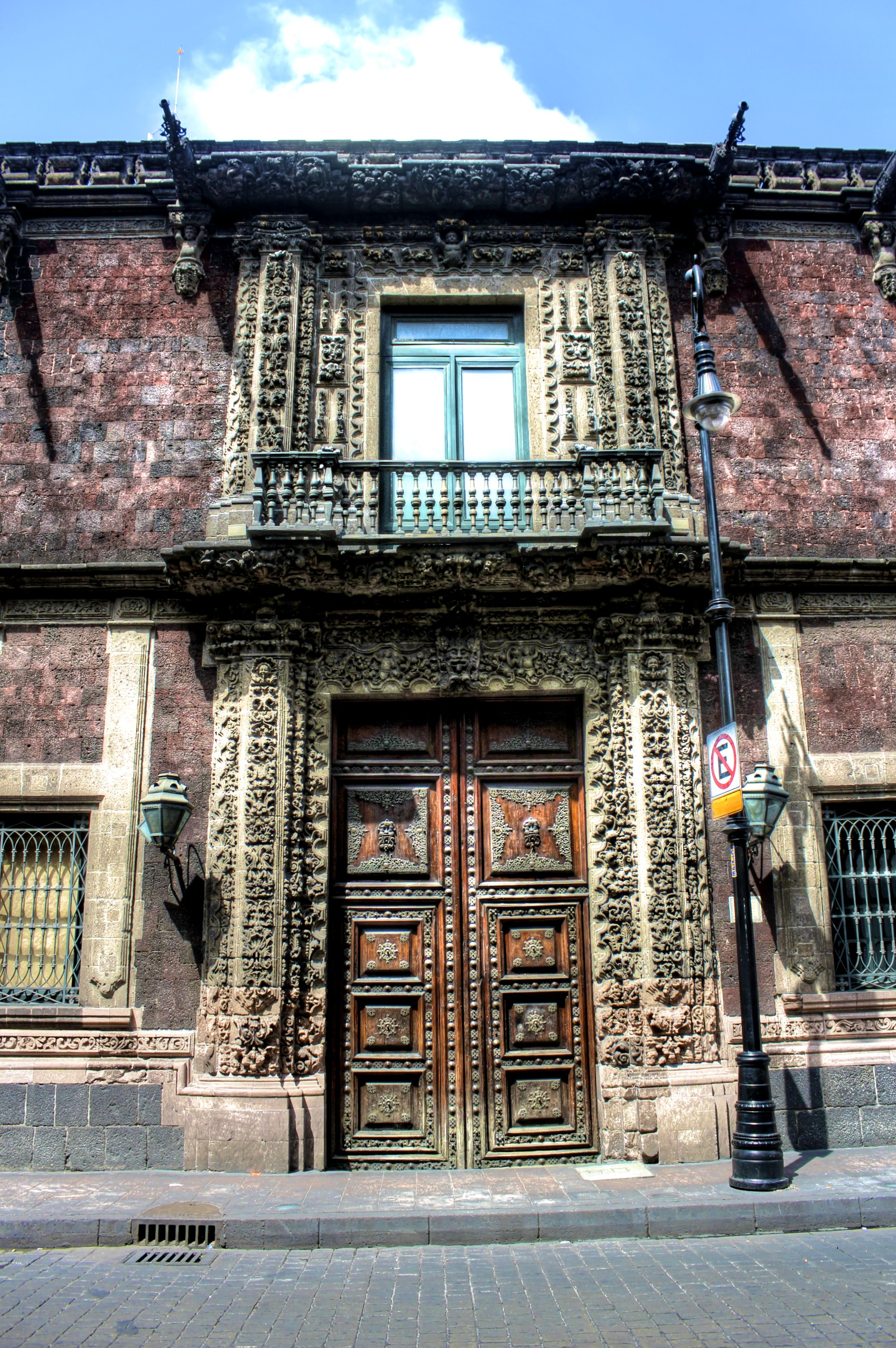
Főkapu
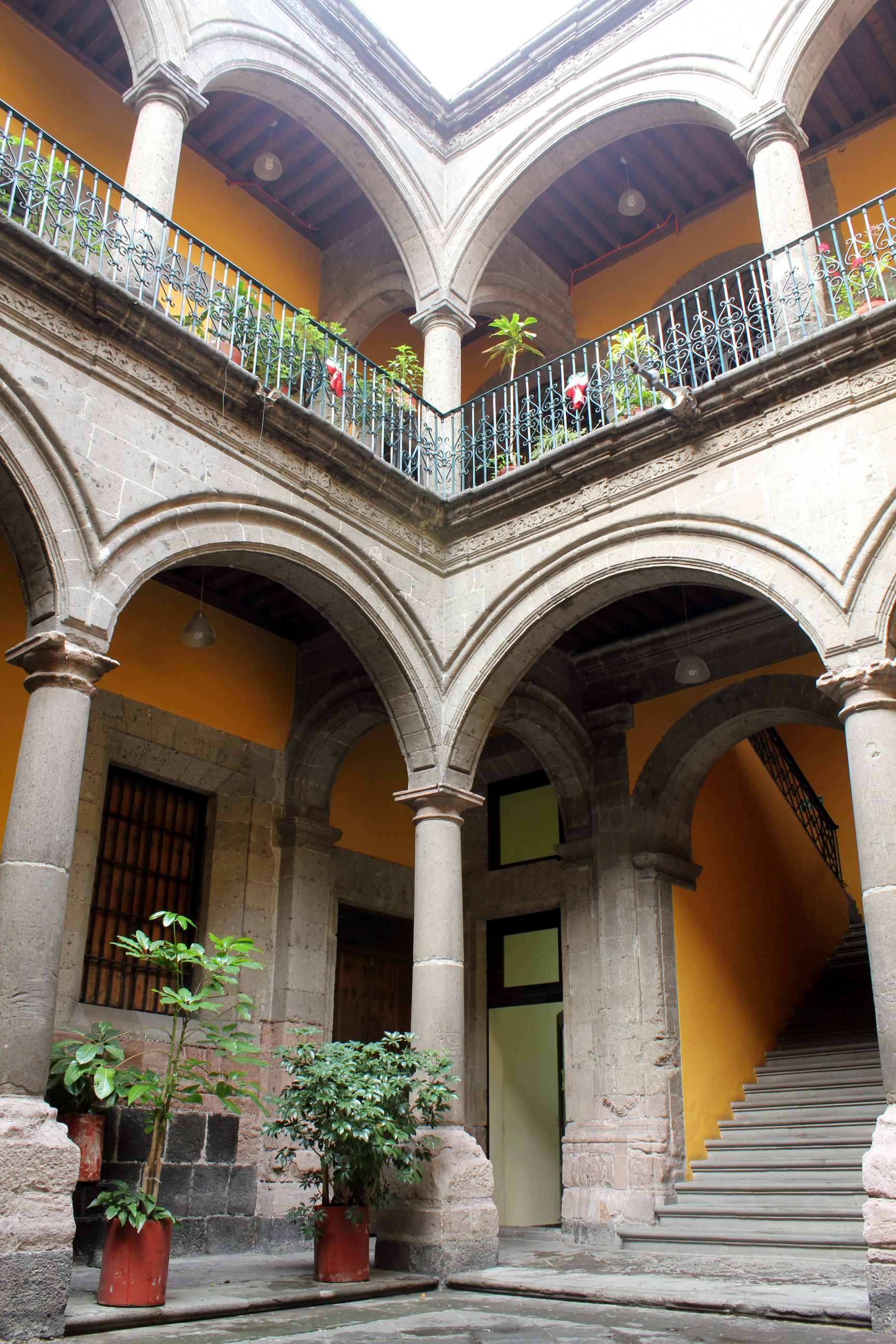
Belső udvar
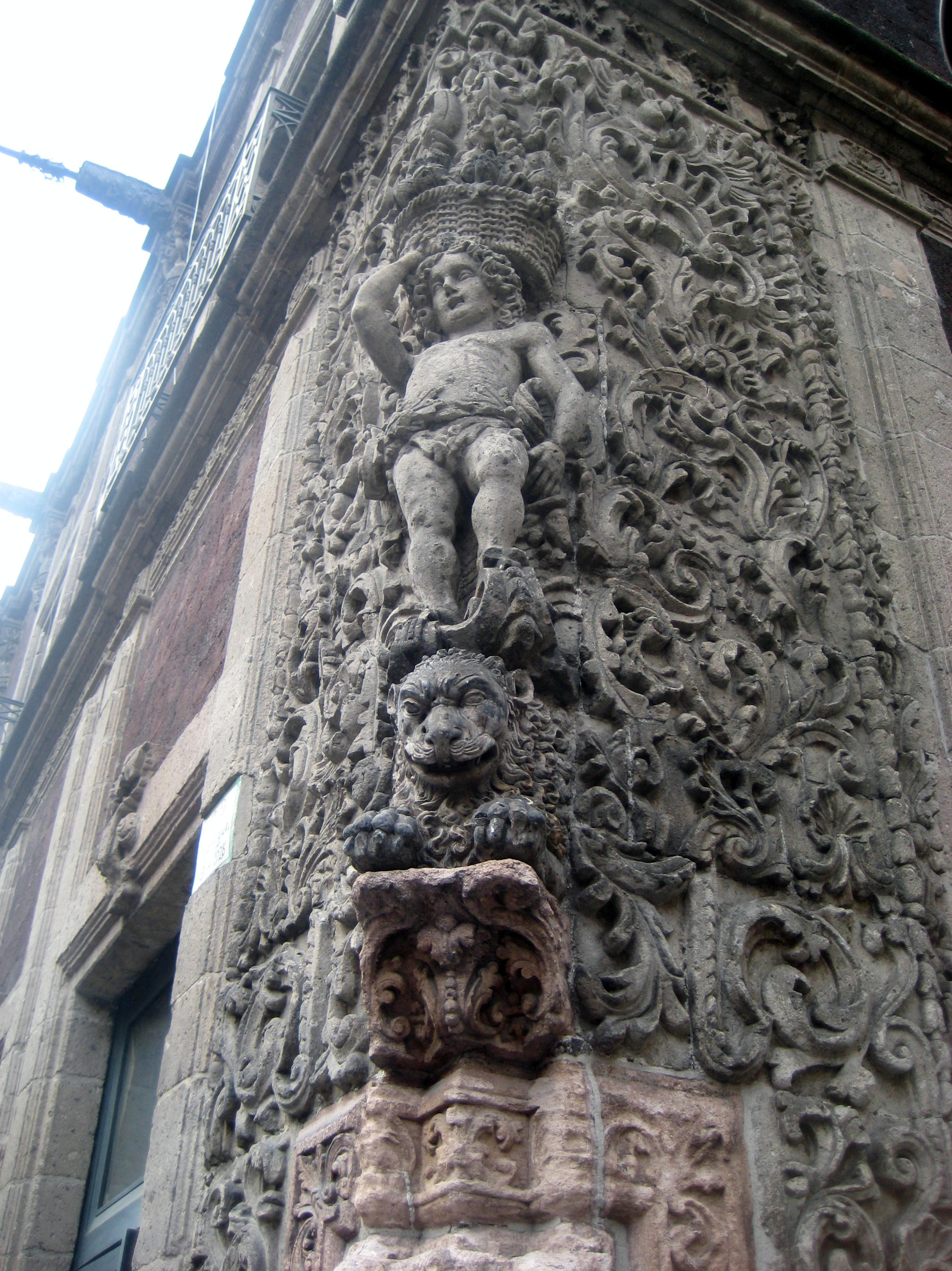
A sarok díszítése
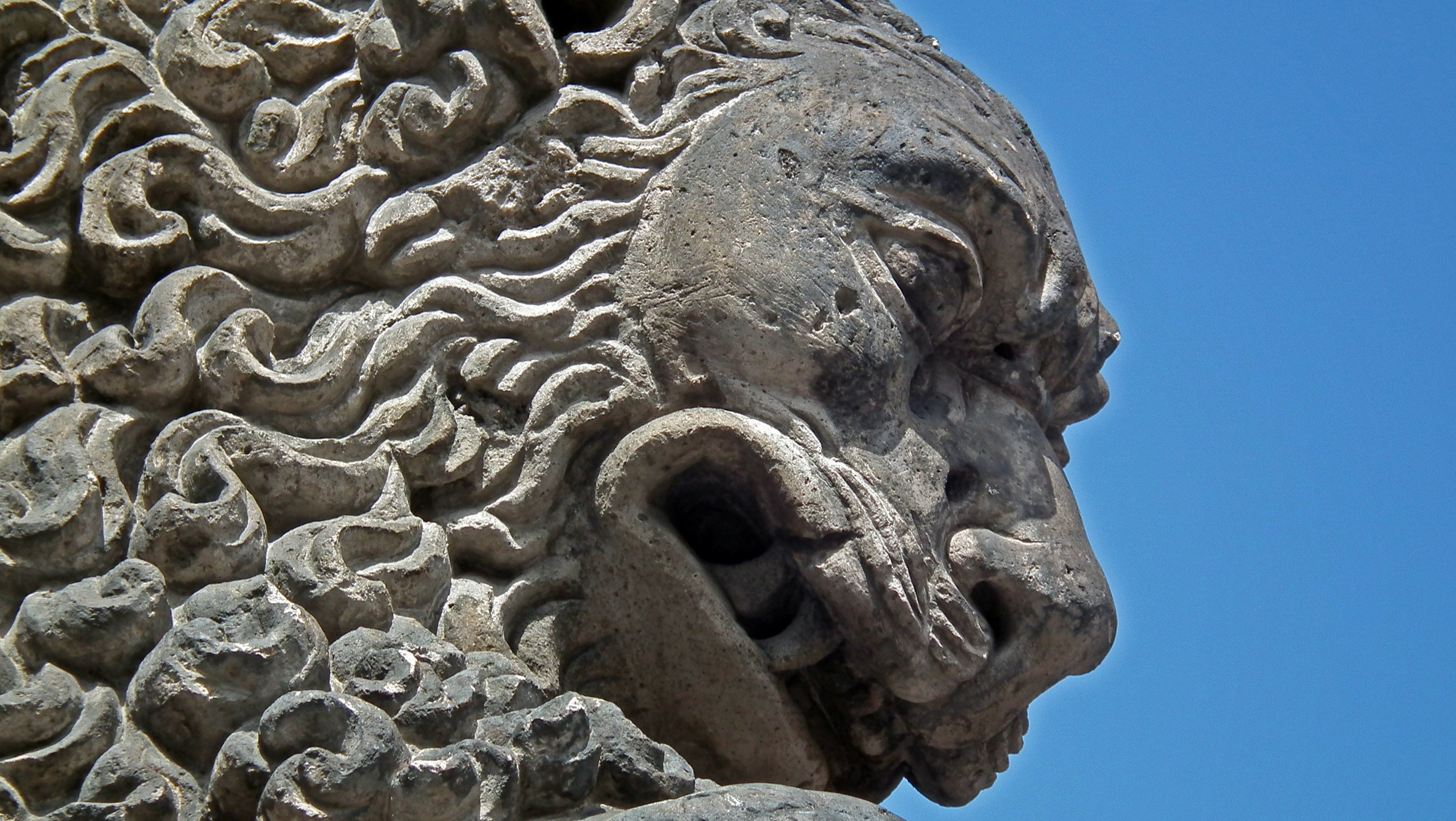
Részlet